# 博巴革命党
博巴革命党，又称波巴革命党、博巴依得瓦革命党、波巴依得瓦革命党，是中华民国大陆时期的一个藏族政党。1936年4月，该党在中国共产党川康省委员会的扶持下成立，作为中华苏维埃中央博巴自治政府（博巴依得瓦）的执政党。其中央党部设在道孚，并相继在炉霍、甘孜、瞻化、泰宁、雅江等地建立地方组织。1936年4月18日，该党制定并公布《博巴依得瓦革命党党纲》，提出推翻汉人官吏、军阀以及英国、日本帝国主义，没收其金矿、药山、土地和财产并分给人民，废除等级制度，保障宗教自由，保护妇女，解放奴隶，取消苛捐杂税，将土地分配给人民耕种等十大主张。该党的工作主要在博巴依得瓦各级政府和博巴自卫军中开展。该党不仅在博巴依得瓦政府中设有代表，在博巴自卫军内还设立了党政工作委员会，在各县自卫军也设有分会，普遍建立了自卫军的党代表制度。1936年7月，红军离开康北和川西北后，该党停止活动。

## 党纲
博巴革命党的十条党纲：
1. 打倒汉官、军阀和英、日帝国主义，没收其金厂、矿山、土地、财产，给与博巴依得瓦；
2. 番人（藏人）独立，建立博巴依得瓦独立政府，博巴坐自己的江山；
3. 建立博巴独立军，保卫博巴独立；
4. 土地分给博巴依得瓦，分给谁种的就归谁所有，可以自由买卖，出租典当，奖励用大地修水道；
5. 废除等级制度，博巴依得瓦人人平等自由，特别要保护妇女和青年；
6. 信教自由，还俗自由，喇嘛庙的土地财产不没收；
7. 解放奴隶，废除奴隶差役，取消苛捐杂税；
8. 发展牧畜，保护牛场牧地，改善牧民生活；
9. 减轻粮税，奖励商业，保护工人；
10. 联合红军和赞助博巴独立的一切团体和个人。